# Ferrari 365 GTB/4
Der Ferrari 365 GTB/4 ist ein von 1969 bis 1973 gebauter Sportwagen des italienischen Automobilherstellers Ferrari, der auch unter der Bezeichnung Ferrari Daytona bekannt ist, benannt nach dem Dreifach-Sieg beim 24-Stunden-Rennen von Daytona 1967. Der geschlossene 365 GTB/4 und die von ihm abgeleitete Cabrioletversion 365 GTS/4 („Daytona Spider“) gehören zur Modellfamilie Ferrari 365. Sie werden wie deren übrige Mitglieder von einem 4,4 Liter großen Zwölfzylinder-V-Motor angetrieben, haben aber eine eigenständige Karosserie von Pininfarina.
Der „Daytona“ war seinerzeit Ferraris Spitzenmodell. Er wird als einer der attraktivsten Straßensportwagen Ferraris angesehen und gehört sowohl in der geschlossenen als auch in der offenen Version zu den hochpreisigen Ferrari-Klassikern. Die Autos gelten mittlerweile als Anlageobjekte, für die siebenstellige Europreise gezahlt werden. Besondere Popularität erlangte der „Daytona“ in den 1980er-Jahren durch die Fernsehserie Miami Vice, in der eine Hauptfigur zeitweise die Kopie eines GTS/4 fuhr. Eine Sonderstellung nimmt die Wettbewerbsversion 365 GTB/4 Competizione ein, die von 1971 bis 1981 bei internationalen Langstreckenrennen erfolgreich war.

## Entstehungsgeschichte und modellpolitische Einordnung

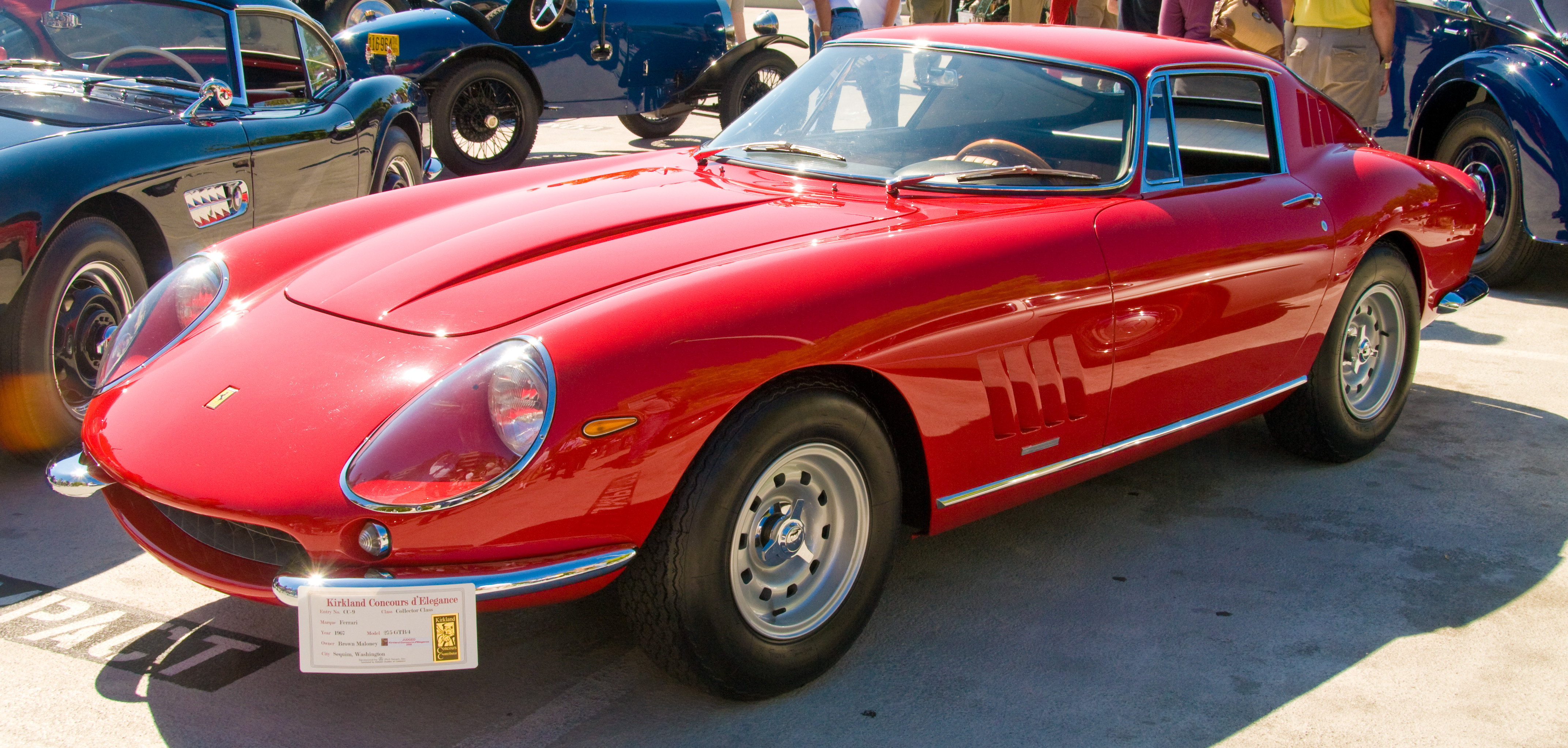
Vorgänger des 365 GTB/4: Ferrari 275 GTB/4

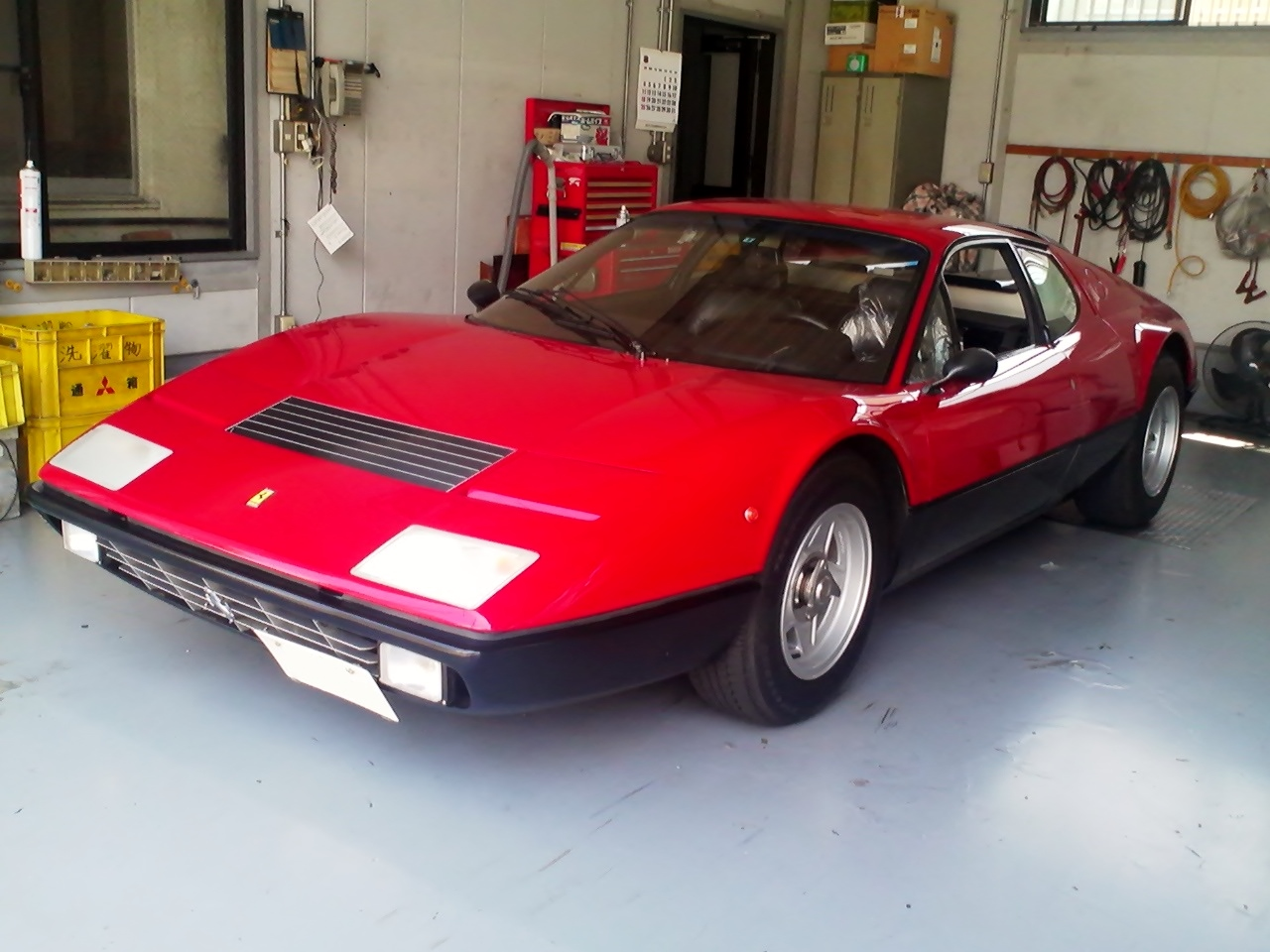
Nachfolger: Ferrari 365 GT/4 Berlinetta Boxer

1961 begann Ferrari, die 1953 eingeführte Modellfamilie 250 durch die Baureihe 330 zu ersetzen, die von 4,0 Liter großen Zwölfzylindermotoren angetrieben wurde. Nach und nach erschienen die Modelle 330 America, 330 GT 2+2 und 330 GTC, die unterschiedliche Kundengruppen ansprachen. Als leistungsstärkster Straßen-Ferrari und Spitzenmodell kam ab 1964 der Ferrari 275 GTB hinzu, der ab 1966 mit vier obenliegenden Nockenwellen als 275 GTB/4 verkauft wurde. Ab 1966 ersetzte Ferrari die 330-Reihe schrittweise durch die Modelle der 365-Familie, deren Motoren einen auf 4,4 Liter erhöhten Hubraum hatten. Den Anfang machte das „elitäre“, auf die nordamerikanische Kundschaft zugeschnittene Oberklassefahrzeug 365 California Spyder, von dem nur 14 Exemplare entstanden. Im folgenden Jahr erschien der viersitzige 365 GT 2+2, der als „Familien-Ferrari“ angesehen und wegen seiner Abmessungen und seines Gewichts als „Queen Mary“ verspottet wurde. Als sportliche Variante brachte Ferrari Ende 1967 schließlich den kürzeren 365 GTC auf den Markt.
Ein Ersatz für das Spitzenmodell 275 GTB/4 war zunächst nicht vorgesehen. In dieser Klasse hatte Ferraris Konkurrent Lamborghini 1966 mit dem Miura in seinen Wagen den Mittelmotorantrieb eingeführt, der seit einigen Jahren im Automobilsport dominierte. Obwohl Enzo Ferrari diesem Konzept bei Straßensportwagen skeptisch gegenüberstand und auch aus diesem Grund den kleinen Mittelmotorsportwagen Dino 206 nicht unter der Marke Ferrari verkaufen ließ, begannen seine Ingenieure bereits 1966 mit den Entwicklungsarbeiten für einen Hochleistungssportwagen mit Mittelmotor, die letztlich zu dem 1971 vorgestellten 365 GT/4 Berlinetta Boxer führten. Einige Quellen gehen davon aus, dass Enzo Ferrari den zu dieser Zeit noch relativ jungen 275 GTB/4 bis zum Erscheinen des Berlinetta Boxer im Programm belassen wollte. Der Pininfarina-Designer Leonardo Fioravanti behauptete Ende 2017 in einem Zeitungsbeitrag, er sei dem entgegengetreten und habe im Herbst 1966 den Anstoß zur Entwicklung des 365 GTB/4 gegeben. Er habe Enzo Ferrari auf die schlechte Aerodynamik und die „miserable Übersichtlichkeit“ der 275-GTB/4-Karosserie hingewiesen und ihn mit den ersten „Daytona“-Skizzen von der Notwendigkeit überzeugt, den alten 275 GTB/4 abzulösen. Daraufhin kombinierte Ferrari das Fahrgestell des 275 GTB/4 mit einem Motor aus der 365-Baureihe und einer eigenständigen Karosserie zum 365 GTB/4 „Daytona“. Er wird modellpolitisch vielfach als ein bloßes Interimsmodell zwischen dem 275 GTB/4 und dem Berlinetta Boxer angesehen.
Mit Blick auf die Konkurrenz war der 365 GTB/4 gegen den Lamborghini Miura gerichtet, der bei seinem Debüt der schnellste und leistungsstärkste Straßensportwagen der Welt war. Ferrari gelang es, die Fahrleistungen des Lamborghini zu übertreffen: Der 365 GTB/4 hatte eine höhere Motorleistung sowie eine höhere Endgeschwindigkeit als der Miura P400. Enzo Ferrari bewies damit, dass ein klassischer Gran Turismo mit Frontmotor schneller sein konnte als ein Mittelmotorsportwagen.

## Nomenklatur
Die Modellbezeichnung des 365 GTB/4 leitet sich, wie seinerzeit bei Ferrari üblich, von der Motorisierung ab und nimmt auf den in Kubikzentimetern gemessenen Hubraum eines einzelnen Zylinders (hier: 365 cm³) Bezug. Der beim Coupé verwendete Buchstabenzusatz GTB ist die Abkürzung von Gran Turismo Berlinetta. Die offene Version trägt statt des „B“ den Schlussbuchstaben „S“, der je nach Quelle für Spyder oder Spider steht. Die angehängte Ziffer 4 schließlich ist ein Hinweis auf die Anzahl der Nockenwellen.
Das Auto ist allgemein als „Ferrari Daytona“ bekannt. Der Begriff „Daytona“ bezieht sich auf das 24-Stunden-Rennen von Daytona 1967, bei dem die Scuderia Ferrari mit ihren Prototypen 330P4 und 412P auf den Plätzen eins, zwei und drei ins Ziel gekommen war. Er wurde werksseitig nicht verwendet, etablierte sich aber schnell in den Medien. Heute wird er in der Literatur vielfach synonym verwendet bzw. erscheint in Publikationen als gleichberechtigter Zusatz zu dem Ziffern-Buchstaben-Code.
Einzelne Quellen gehen davon aus, dass „Daytona“ während der Entwicklungsphase die werksinterne Bezeichnung für das Auto gewesen war und jedenfalls nach anfänglichen Überlegungen auch die offizielle Modellbezeichnung hätte werden sollen. Nachdem aber der Begriff durch eine Indiskretion verfrüht an die Presse gelangt sei, habe Enzo Ferrari aus Verärgerung seine weitere Verwendung untersagt.

## Entwicklung und Prototypen
Im Dezember 1966 waren die Zeichnungen für die Karosserie des 365 GTB/4 fertig, im Frühjahr 1967 begann die technische Entwicklung.
Im Herbst 1967 baute die Carrozzeria Scaglietti die ersten beiden Prototypen auf. Sie hatten noch Übergangskarosserien, die mit dem späteren Serienmodell nicht völlig gleich waren. Beide Fahrzeuge existieren noch.
- Der erste Prototyp beruhte auf einem unveränderten Chassis der 275-GTB/4-Baureihe (Fahrgestellnummer 10287). Das Auto hatte die Frontpartie des regulären 275 GTB/4, während der hintere Teil ab der Windschutzscheibe mit Ausnahme einiger Detaillösungen[Anm. 3] bereits dem späteren „Daytona“ entsprach.[24] Der ursprünglich in diesem Prototyp eingesetzte Motor Tipo 243 war ein Unikat. Er war dem in der Baureihe 330 verwendeten Tipo-226-Zwölfzylinder mit einem Hubraum von 4,0 Litern abgeleitet, hatte aber drei Ventile pro Zylinder. Später stattete Ferrari diesen Prototyp mit einem serienmäßigen Motor des 365 GTB/4 aus.
- Scagliettis zweiter Prototyp, ebenfalls auf einem 275-GTB/4-Chassis (Fahrgestellnummer 11001), hatte eine im hinteren Bereich sehr ähnliche Karosserie, aber eine Front mit flacher Scheinwerferabdeckung. Der Motor war unverändert vom 275 GTB/4 (Tipo 226) übernommen.[25]

Im Laufe des Jahres 1968 entstanden bei Pininfarina mindestens zwei weitere Prototypen, die äußerlich dem späteren Serien-Coupé entsprachen. Zwei Prototypen aus dieser Gruppe wurden vom 3. bis zum 13. Oktober 1968 auf dem Pariser Autosalon präsentiert, einer (Fahrgestellnummer 11795) auf dem Stand von Pininfarina, der andere (12037) bei Ferrari.

## Modellbeschreibung

### Motor und Kraftübertragung

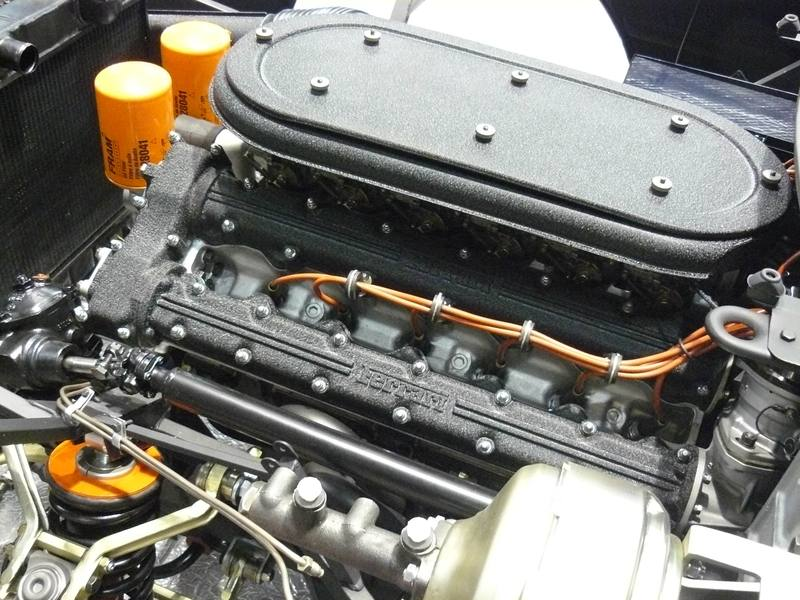
Ferrari Tipo 251: Zwölfzylindermotor des 365 GTB/4

Der Ferrari 365 GTB/4 und der GTS/4 haben einen 4390 cm³ großen Zwölfzylinder-V-Motor, der werksintern als Tipo 251 bezeichnet wird. Er geht auf eine Konstruktion von Gioacchino Colombo aus dem Jahr 1947 zurück.
Ferrari hatte Colombos Zwölfzylinder zuletzt für die 1961 erschienene Modellfamilie 330 weitgehend überarbeitet; dabei war der Motorblock unter Beibehaltung des Zylinderbankwinkels von 60 Grad neu konstruiert worden. Jener Tipo 209 genannte, 4,0 Liter große Motor (330 cm³ pro Zylinder) wurde für die 365-Reihe auf 4,4 Liter vergrößert. Den Hubraumzuwachs erreichten die Ingenieure durch eine Vergrößerung der Bohrung von 77 auf 81 mm. Der Hub blieb mit 71 mm unverändert. Dieser Motor erschien 1966 im 365 California Spyder als Tipo 217B und 1967 im 365 GT 2+2 „Queen Mary“ sowie im 365 GTC als Tipo 245.
Der Motor Tipo 251 des 365 GTB/4 entspricht im Wesentlichen dem Tipo 217B und dem Tipo 245. Allerdings hat er im Gegensatz zu ihnen eine Trockensumpfschmierung, die vom 275 GTB/4 übernommen wurde. Eine weitere Besonderheit sind die vier obenliegenden Nockenwellen (zwei für jede Zylinderreihe). Sie werden über zwei Ketten angetrieben. Die Kurbelwelle ist siebenfach gelagert. Zur Gemischaufbereitung werden in den europäischen Autos sechs Fallstrom-Doppelvergaser von Weber (Typ 40DCN20) eingesetzt. Das Verdichtungsverhältnis beträgt 9,3 : 1. Die in Nordamerika verkauften „Daytonas“ hatten Vergaser vom Typ 40DCN21 und eine auf 8,8 : 1 reduzierte Verdichtung. Die Höchstleistung des Motors beträgt in beiden Ausführungen 352 PS (259 kW) bei 7500 Umdrehungen pro Minute.
Der Motor ist so weit wie möglich nach hinten versetzt eingebaut. Die Kraft wird über eine Trockenkupplung und ein vollsynchronisiertes handgeschaltetes Fünfganggetriebe, das an der Hinterachse positioniert ist (Transaxle-Bauweise), übertragen. Ferrari übernahm die Konstruktion vom Vorgänger 275 GTB/4. Diese Auslegung trägt zu einer nahezu ausgewogenen Gewichtsverteilung bei.

### Chassis und Fahrwerk
Das Chassis des 365 GTB/4 und GTS/4, das die werksinterne Bezeichnung Tipo 605 trägt, entspricht weitgehend dem des 275 GTB/4. Der Radstand und die übrigen Dimensionen stimmen mit denen des Vorgängers überein; lediglich die Spur ist auf Betreiben Leonardo Fioravantis aus optischen Gründen 5 mm breiter.
Der 365 GTB/4 hat einen Gitterrahmen aus Stahlrohren mit ovalem Querschnitt. Um die Steifigkeit zu erhöhen, sind im Bereich des Passagierraums Querverstrebungen eingebaut. Die Chassiskonstruktion gilt als „simpel, aber robust und bewährt“. Im Bereich der vorderen und hinteren Aufhängung sind Hilfsrahmen montiert.
Vorn und hinten sind die Räder einzeln aufgehängt, wie beim Vorgänger an jeweils zwei unterschiedlich langen Querlenkern mit Schraubenfedern, hydraulischen Teleskopstoßdämpfern von Koni und an beiden Achsen Stabilisatoren. An allen Rädern hat der 365 GTB/4 servounterstützte Scheibenbremsen, die einen geringeren Durchmesser haben als die Bremsen des 275 GTB/4. Ferrari versuchte, die daraus resultierende geringere Bremsleistung durch ein neues Innenbelüftungssystem auszugleichen. Einige zeitgenössische Tester beschrieben die Bremsen als sehr effizient und standfest, dazu attestierten sie außergewöhnliche Spurstabilität bei Bremsvorgängen. Andere kritisierten die Bremsen dagegen als zu schwach. Die Räder haben einen Zentralverschluss.

### Karosserie

#### Gestaltung

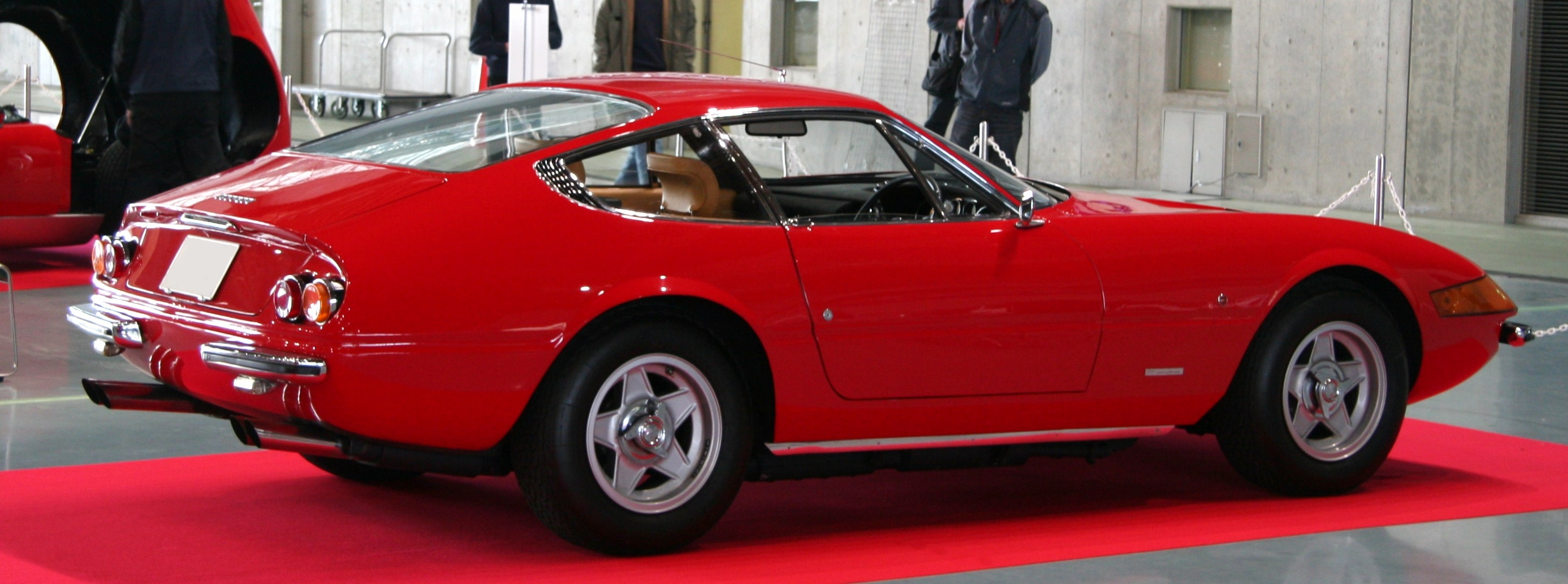
Lange Motorhaube, kurzes Heck: Ferrari 365 GTB/4

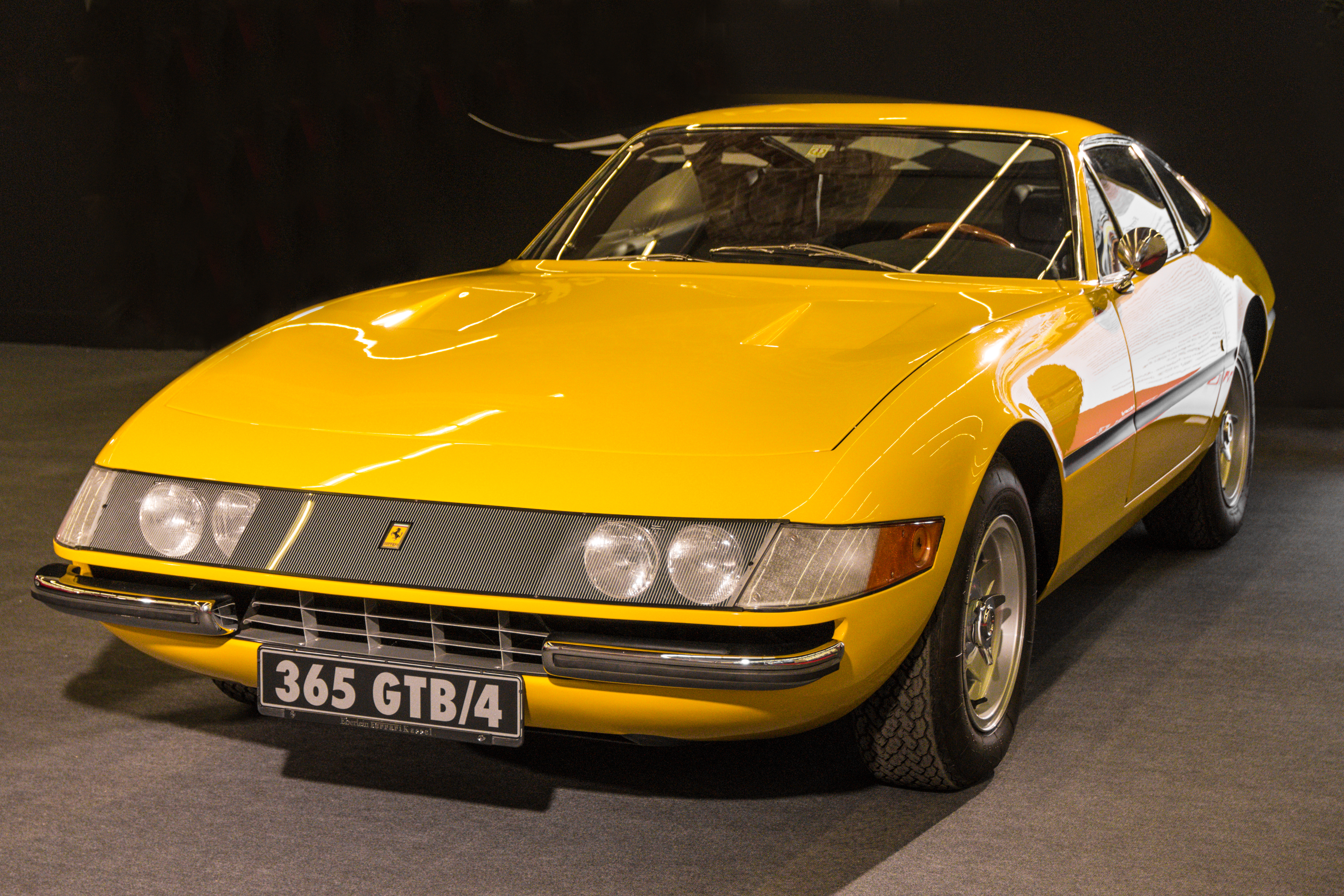
Frontpartie der frühen Versionen: Doppelscheinwerfer hinter Plexiglas

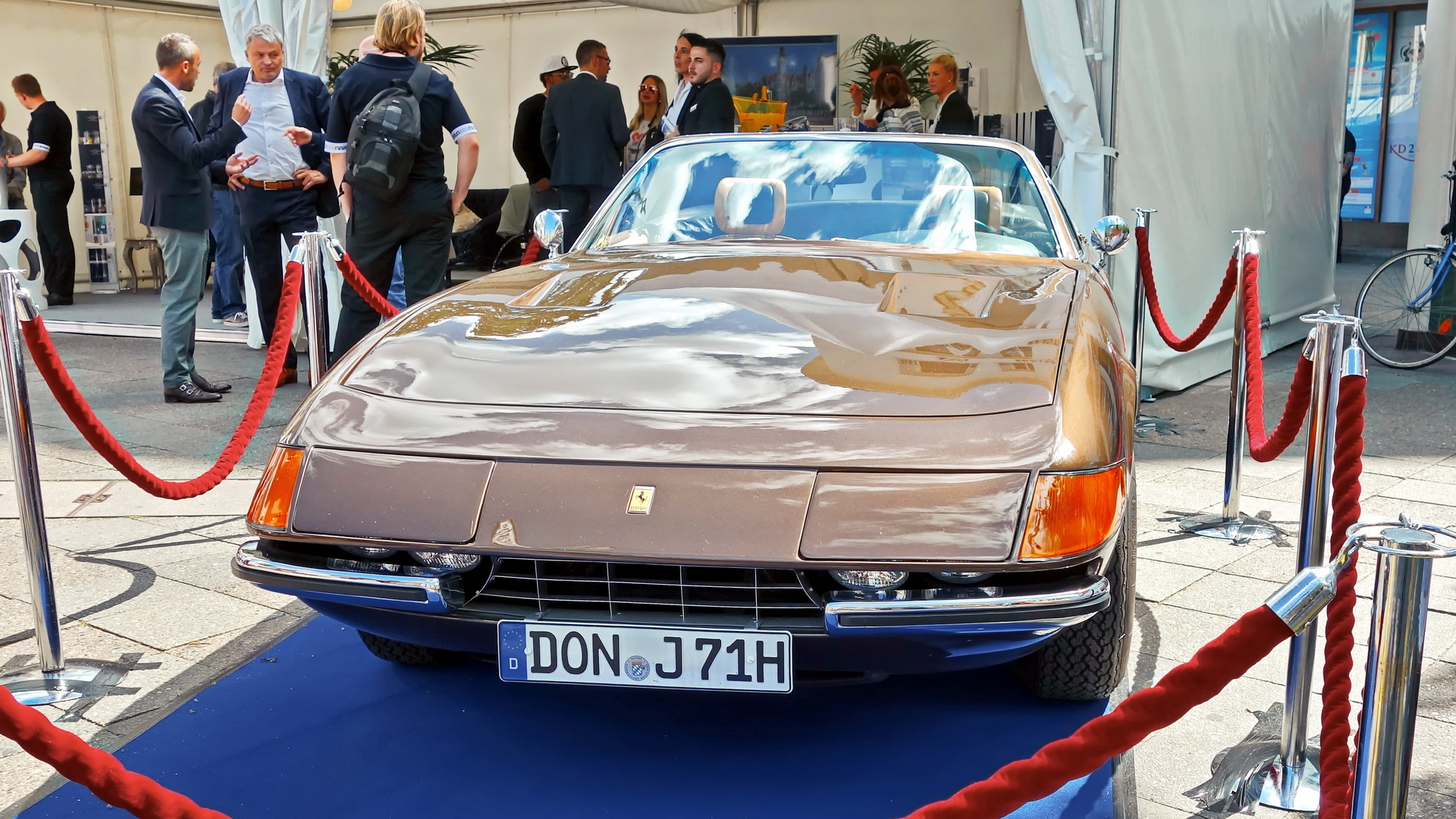
Frontpartie ab 1970: Klappscheinwerfer

Der Ferrari 365 GTB/4 ist als zweisitziges Fließheckcoupé konzipiert; die Karosserie entwarf Leonardo Fioravanti für Pininfarina angeblich innerhalb einer Woche.
Die Proportionen der Karosserie betonen das Frontmotorkonzept des Autos: Der Motorraum ist sehr lang, die Fahrgastzelle dagegen knapp und das Heck kurz und „abrupt endend“. An die Stelle der ovalen Kühlluftöffnung, die die bis dahin gebauten Modelle der 365-Familie hatten, trat ein breiter niedriger Einlass in Form eines Rechtecks, der Beobachter an einen Briefkastenschlitz erinnerte.
Eine stilistische Besonderheit betrifft die Frontpartie. Die bis 1971 gefertigten Modelle haben ein umlaufendes vorderes Plexiglasband, das bündig in die Motorhaube übergeht und die beiden seitlich in die Kotflügel hineinragenden Blinker miteinander verbindet. Die vorderen Doppelscheinwerfer sind bei diesen Modellen feststehend hinter Plexiglasabdeckungen installiert. Als der 365 GTB/4 erschien, war das neu im europäischen Automobildesign. Diese Gestaltung verstieß allerdings gegen die ab 1971 geltenden US-amerikanischen Sicherheitsbestimmungen, nach denen eine Abdeckung vor der Scheinwerferstreuscheibe nicht mehr zulässig war. Auf der Suche nach einer Lösung experimentierte Ferrari 1970 unter anderem mit vier Rundscheinwerfern, die auf die Frontverkleidung aufgesetzt waren. Da diese Konstruktion allerdings nicht mit den fließenden Linien der Frontpartie harmonierte, wurde sie nicht in die Serie übernommen. Stattdessen haben alle ab Herbst 1971 gebauten 365 GTB/4 Klappscheinwerfer mit einer in Wagenfarbe lackierten Abdeckung, die sich in geschlossenem Zustand ebenfalls fließend in die Frontmaske einfügen. Aufgeklappt zeigen die Scheinwerfer auch bei hohen Geschwindigkeiten zwar keine Vibrationen, allerdings vergrößern sie den Luftwiderstand. Anfängliche Überlegungen Ferraris, die Klappscheinwerfer auf den amerikanischen Markt zu beschränken, wurden im Hinblick auf eine einfachere Produktionslogistik nicht umgesetzt. Die auffällige Form der vorderen Blinker änderte sich über die Jahre nicht. Sie beeinflusste den British-Leyland-Designer David Bache bei der Gestaltung des Rover SD. Zu den weiteren Besonderheiten der Karosserie gehören Scheibenwischer, die sich unter einer Wölbung der Motorhaube verbergen.

#### Bewertung
Nach zeitgenössischen Kritiken, die die Karosserie teilweise als zu avantgardistisch ansahen, setzte sich bald eine positive Bewertung des Entwurfs durch. Leonardo Fioravantis Design wird heute vielfach als eine der gelungensten Arbeiten Pininfarinas angesehen. Vor allem wegen seines Aufbaus gilt der Daytona als eines der attraktivsten Ferrari-Modelle. Eine Analyse aus dem Jahr 1984 sieht die „bemerkenswert ausgewogene Kombination klassischer geschwungener Linien und Kurven mit dem modernen, messerscharf abgeschnittenen Heck“ als den Schlüssel für den besonderen Reiz des 365 GTB/4 an.

#### Konstruktion
Die äußeren Teile der Karosserie der Straßenversionen bestehen aus Stahlblech. Nur bei den bis 1971 gebauten Fahrzeugen sind die Türen und Hauben aus Aluminium, alle danach entstandenen Fahrzeuge (ab Fahrgestellnummer 15701) haben Türen und Hauben aus Stahlblech. Außerdem ist in diesen Versionen ein Seitenaufprallschutz in die Türen eingebaut. Der Grund für diese Änderungen waren US-amerikanische Sicherheitsbestimmungen. Die vorderen Radkästen der Coupés waren aus Gründen der Gewichtsersparnis bei allen Berlinettas aus glasfaserverstärktem Kunststoff; gleiches gilt für die Spritzwand und den Mitteltunnel.
Ein einzelnes Exemplar der Straßenversion erhielt wie das Rennsportmodell 365 GTB/4 Competizione eine vollständig aus Aluminium gefertigte Karosserie. Dieses Fahrzeug mit der Chassisnummer 12653 galt vier Jahrzehnte lang als verschollen, bevor es im Frühjahr 2017 in Japan in verwahrlostem Zustand wiedergefunden wurde. Es wurde im September 2017 unrestauriert für 1,8 Mio Euro verkauft.

### Fahrleistungen
Ferrari gab die Höchstgeschwindigkeit des 365 GTB/4 mit 280 km/h an. Dieser Wert wurde in keinem Test bestätigt. Messungen des Fachmagazins auto motor und sport aus dem Herbst 1972 ergaben einen Durchschnittswert von 274,8 km/h.
| Fahrleistungen des Ferrari 365 GTB/4 im Vergleich mit seinen Konkurrenten | Fahrleistungen des Ferrari 365 GTB/4 im Vergleich mit seinen Konkurrenten | Fahrleistungen des Ferrari 365 GTB/4 im Vergleich mit seinen Konkurrenten | Fahrleistungen des Ferrari 365 GTB/4 im Vergleich mit seinen Konkurrenten |
| ------------------------------------------------------------------------- | ------------------------------------------------------------------------- | ------------------------------------------------------------------------- | ------------------------------------------------------------------------- |
|                                                                           | Ferrari 365 GTB/4                                                         | Lamborghini Miura P400                                                    | Maserati Ghibli                                                           |
| Motorleistung                                                             | 352 PS                                                                    | 350 PS                                                                    | 320 PS                                                                    |
| 0–40 km/h                                                                 | 2,0 s                                                                     | 1,6 s                                                                     | 2,4 s                                                                     |
| 0–60 km/h                                                                 | 3,1 s                                                                     | 2,5 s                                                                     | 3,4 s                                                                     |
| 0–80 km/h                                                                 | 4,4 s                                                                     | 3,4 s                                                                     | 4,4 s                                                                     |
| 0–100 km/h                                                                | 6,1 s                                                                     | 4,7 s                                                                     | 6,3 s                                                                     |
| 0–120 km/h                                                                | 7,9 s                                                                     | 6,3 s                                                                     | 8,0 s                                                                     |
| 0–140 km/h                                                                | 10,2 s                                                                    | 7,9 s                                                                     | 12,2 s                                                                    |
| 0–160 km/h                                                                | 13,0 s                                                                    | 10,6 s                                                                    | 13,7 s                                                                    |
| 0–180 km/h                                                                | 16,4 s                                                                    | 12,7 s                                                                    | 17,3 s                                                                    |
| 0–200 km/h                                                                | 21,6 s                                                                    | 16,8 s                                                                    | 23,1 s                                                                    |
| 0–220 km/h                                                                | 28,1 s                                                                    | 20,6 s                                                                    | 30 s                                                                      |
| 1 km mit stehendem Start                                                  | 25,1 s                                                                    | 24,6 s                                                                    | 26,5 s                                                                    |
| Höchstgeschwindigkeit                                                     | 274,8 km/h                                                                | 270 km/h                                                                  | 263 km/h                                                                  |

## 365 GTS/4 „Daytona Spider“

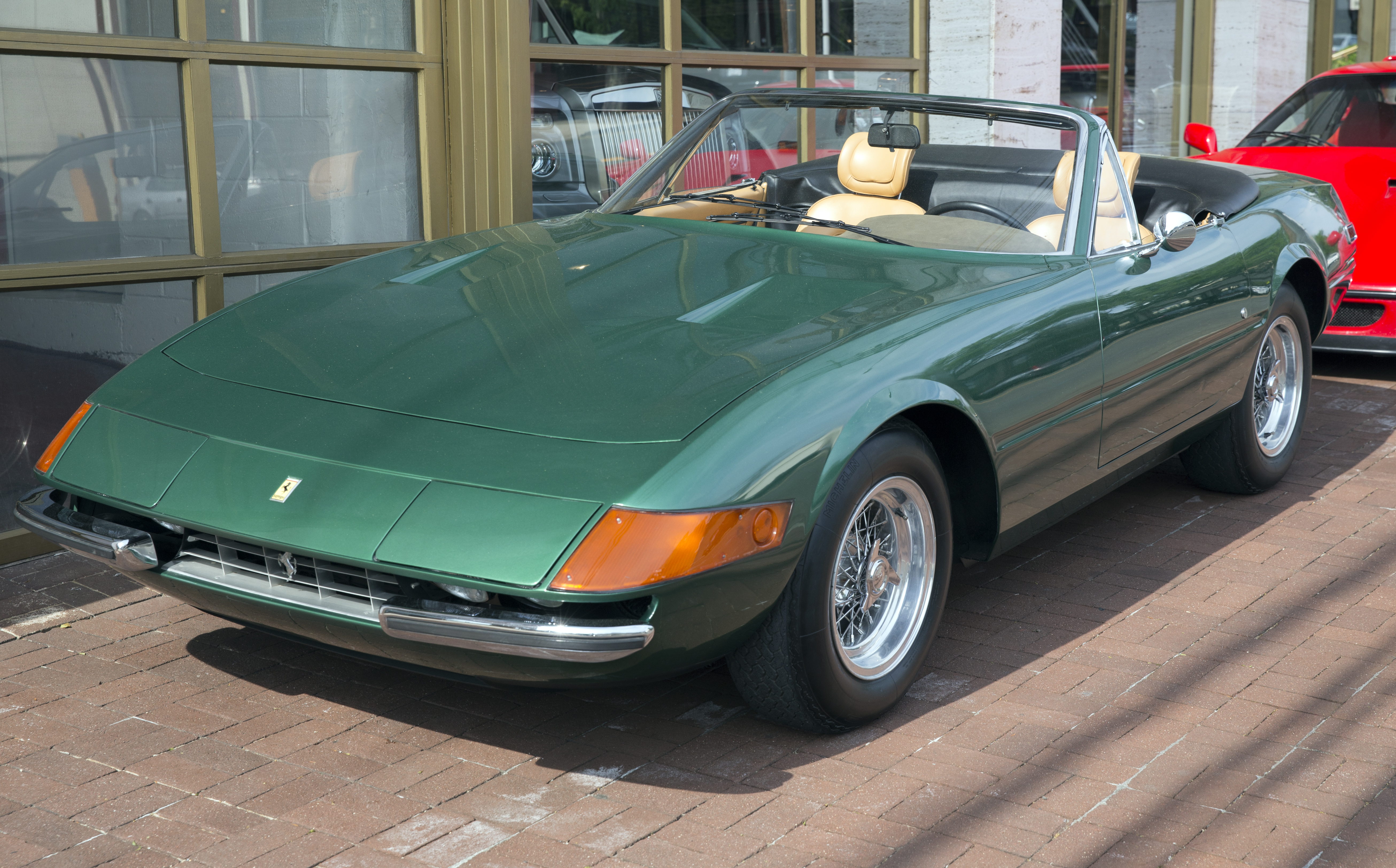
Ferrari 365 GTS/4 in seltenem Piniengrün

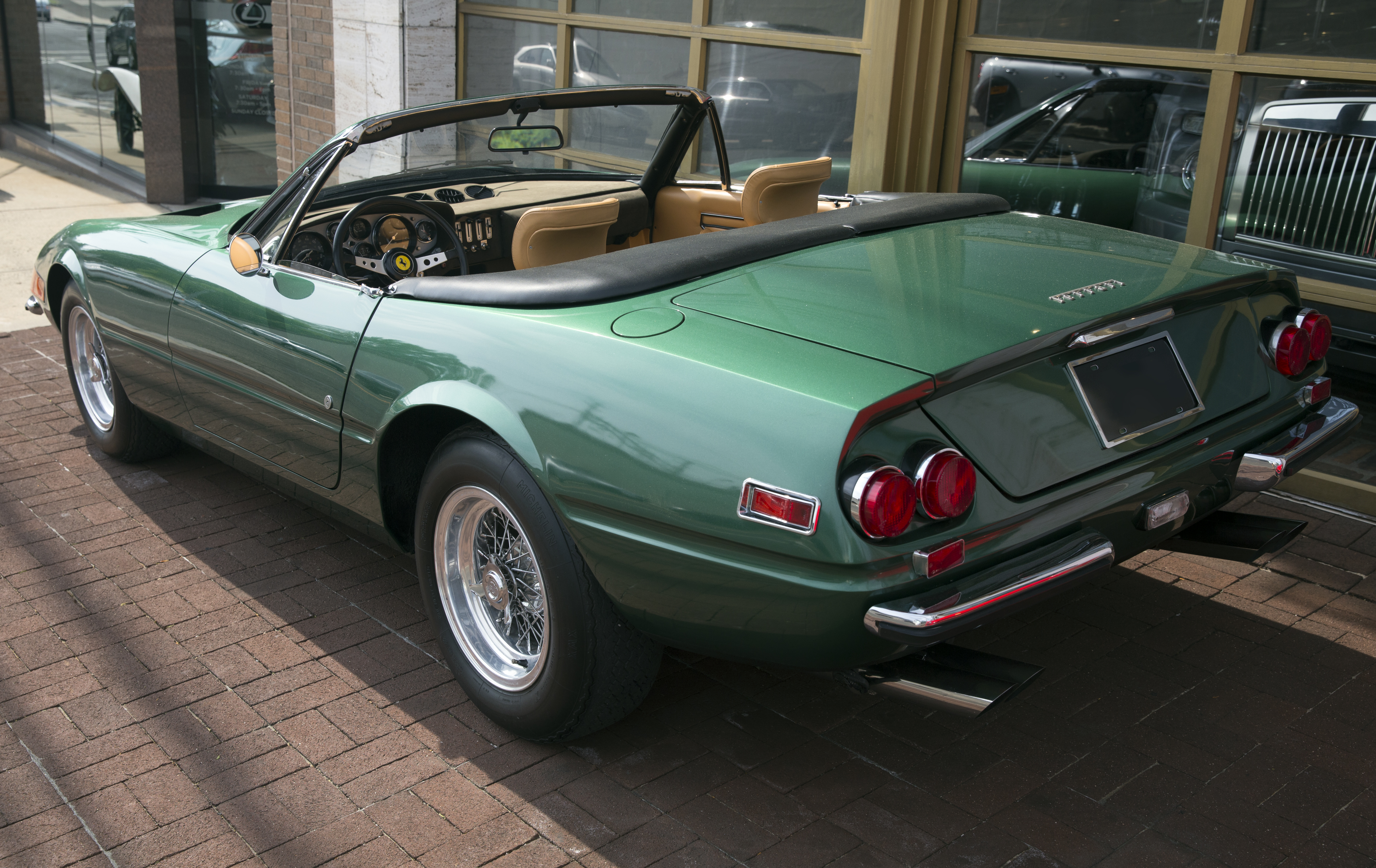
Ferrari 365 GTS/4 (USA-Version)

Ein Dreivierteljahr nach dem Coupé stellte Ferrari die offene Version des „Daytona“ vor, den 365 GTS/4.
Die Präsentation fand im September 1969 auf der Internationalen Automobil-Ausstellung in Frankfurt statt. Das Frankfurter Ausstellungsstück (Fahrgestellnummer 12851) trug wie die frühen Berlinettas Doppelscheinwerfer hinter einer Plexiglasscheibe. Es war allerdings der einzige GTS/4, dessen Frontpartie dem ursprünglichen Daytona-Entwurf folgte. Alle Serien-Spider hatten Klappscheinwerfer.
Technisch entspricht der 365 GTS/4 weitestgehend dem geschlossenen Modell. Allerdings gibt es Modifikationen an der Karosseriestruktur, die dem offenen Wagen die notwendige Festigkeit geben. So finden sich Versteifungen an der Spritzwand, hinter den Sitzen und im Rahmen der Windschutzscheibe. Schließlich sind die vorderen Radkästen aus Stahl und nicht – wie beim GTB/4 – aus Kunststoff. In stilistischer Hinsicht ist die Linienführung im Heckbereich eigenständig.
Die Serienfertigung des GTS/4 begann im Frühjahr 1971.

## 365 GTB/4 Conversions
Zu den Werkscabriolets kommen etwa 100 offene „Daytonas“ hinzu, die nachträglich von einer Berlinetta in ein Cabriolet umgewandelt wurden.
Der Trend zu nachträglichen Umbauten kam in erster Linie in den USA zum Tragen. Er wurde durch den erheblichen Preisunterschied zwischen gebrauchten GTB/4- und GTS/4-Modellen ausgelöst, der sich bereits wenige Jahre nach der Produktionseinstellung bemerkbar machte, und wurde durch die US-amerikanische Fernsehserie Miami Vice verstärkt, die den offenen „Daytona“ Mitte der 1980er-Jahre weltweit populär und begehrt machte. Deshalb versuchten zahlreiche Berlinetta-Eigentümer, durch das nachträgliche Öffnen ihrer Coupés von dieser Wertdifferenz zu profitieren. Die Umbauten nahmen unabhängige, üblicherweise in den USA ansässige Unternehmen wie Michael Sheehan’s European Auto Restoration in Costa Mesa und Richard Straman Coachworks in Newport Beach vor. Sheehan baute 28 Fahrzeuge um, Straman 35. Entgegen den Behauptungen einiger Eigentümer gab es keine Umbauten von Scaglietti, allerdings erhielten einige der US-amerikanischen Werkstätten durch Scaglietti-Mitarbeiter inoffiziellen Zugang zu Originalteilen des 365 GTS/4.
Die 365 GTB/4 Conversions sind üblicherweise daran zu erkennen, dass die inneren Radkästen aus Kunststoff und nicht wie beim originalen GTS/4 aus Stahl bestehen; üblicherweise fehlen bei ihnen auch die Stahlverstärkungen im Fahrzeuginnern. Die Qualität der Arbeiten variierte stark; einige Unternehmen schnitten lediglich das Dach ab und passten die Heckpartie an, während andere grundlegend in die Struktur des Aufbaus eingriffen. Michael Sheehan verlangte 1984 etwa 45.000 US-$ für einen Umbau, was dem Gegenwert von sechs Mittelklasselimousinen vom Typ eines Dodge Aries entsprach.
In der Ferrari-Szene werden mittlerweile die Conversions toleriert, erreichen aber nicht die Preise der originalen GTS/4.

## Produktion
Die Serienfertigung des Ferrari GTB/4 begann 1969. Der Produktionsprozess war auf verschiedene Betriebe verteilt. Ferrari stellte wie üblich nur den Motor selbst her. Die Autos wurden bei der Carrozzeria Scaglietti aufgebaut, die Werksanlagen in Maranello in unmittelbarer Nähe zur Ferrari-Fabrik unterhielt und seit 1970 zu Ferrari gehörte. Die Karosserie bestand aus zahlreichen kleinen, in Handarbeit geformten Blechteilen, die zusammengeschweißt wurden.
Der 365 GTB/4 Daytona wurde vier Jahre lang gebaut und damit doppelt so lange wie sein unmittelbarer Vorgänger. Von 1969 bis 1973 entstanden insgesamt 1284 Exemplare des 365 GTB/4; sie tragen Fahrgestellnummern zwischen 12301 und 17615.
Auch der 365 GTS/4 wurde bei Scaglietti aufgebaut. Er blieb bis 1973 im Programm. Der Produktionsumfang war deutlich geringer als der des GTB/4. Einige Quellen nennen 125 oder 124 Exemplare, andere 121 oder 122. 96 Spyder wurden in die USA ausgeliefert. In Europa verblieben lediglich etwa 25 Fahrzeuge, sieben von ihnen hatten ab Werk Rechtslenkung.
Insgesamt entsprach der Produktionsumfang annähernd dem des Maserati Ghibli, von dem 1280 Coupés und 125 Spyder bis 1973 hergestellt wurden.

## Preise
Auf dem italienischen Markt lag der Preis für den 365 GTB/4 im Sommer 1970 bei 8.736.000 Lire, im folgenden Jahr bei 10.000.000 Lire, und im letzten Produktionsjahr war er auf 12.980.000 Lire gestiegen.
Hauptabsatzmarkt des „Daytona“ waren die USA. Ferraris amerikanischer Importeur Luigi Chinetti bot den 365 GTB/4 im Jahr 1970 an der Westküste zu einem Preis von 19.500 US-$ an. Damit war er dreimal so teuer wie ein Cadillac Eldorado, viermal so teuer wie eine Chevrolet Corvette C3 und siebenmal so teuer wie der Chevrolet Chevelle, die am häufigsten verkaufte US-amerikanische Familienlimousine des Modelljahrs 1970.
In Deutschland hatte Ferrari bis 1989 kein eigenes Vertriebsunternehmen. Stattdessen sorgten Generalimporteure wie etwa Auto Becker für die Einfuhr und den Verkauf der Autos. Sie waren in der Preisgestaltung nicht an Werksvorgaben gebunden. 1969 und 1970 boten sie den Ferrari 365 GTB/4 für 68.600 DM an. Im Modelljahr 1971 stieg der Preis auf 78.435 DM. Er lag 3.000 DM über dem des Maserati Ghibli und entsprach annähernd dem Niveau eines Mercedes-Benz 600 Pullman. Ein Lamborghini Miura war etwa 8.000 DM günstiger. Ein VW Käfer 1200 kostete zur gleichen Zeit 5.045 DM, ein Opel Ascona 7.645 DM. 1972 kostete der 365 GTB/4 dann ca. 82.000 DM, bevor der Preis im letzten Produktionsjahr wieder auf 78.435 DM fiel.
Die Verkaufspreise in der Schweiz lagen 1969 und 1970 jeweils bei 63.000 CHF.
In Großbritannien bot der Importeur Maranello Concessionaires 1969 den GTB/4 für 6.700 £ an. Damit kostete das Coupé 605 £ mehr als ein Rolls-Royce Silver Shadow und gut 15-mal so viel wie ein Mini in der Basisausstattung (438 £). In seinem letzten Produktionsjahr war der Verkaufspreis auf 8.680 £ gestiegen, lag nun aber 50 £ unter dem Silver Shadow.

## 365 GTB/4 Competizione

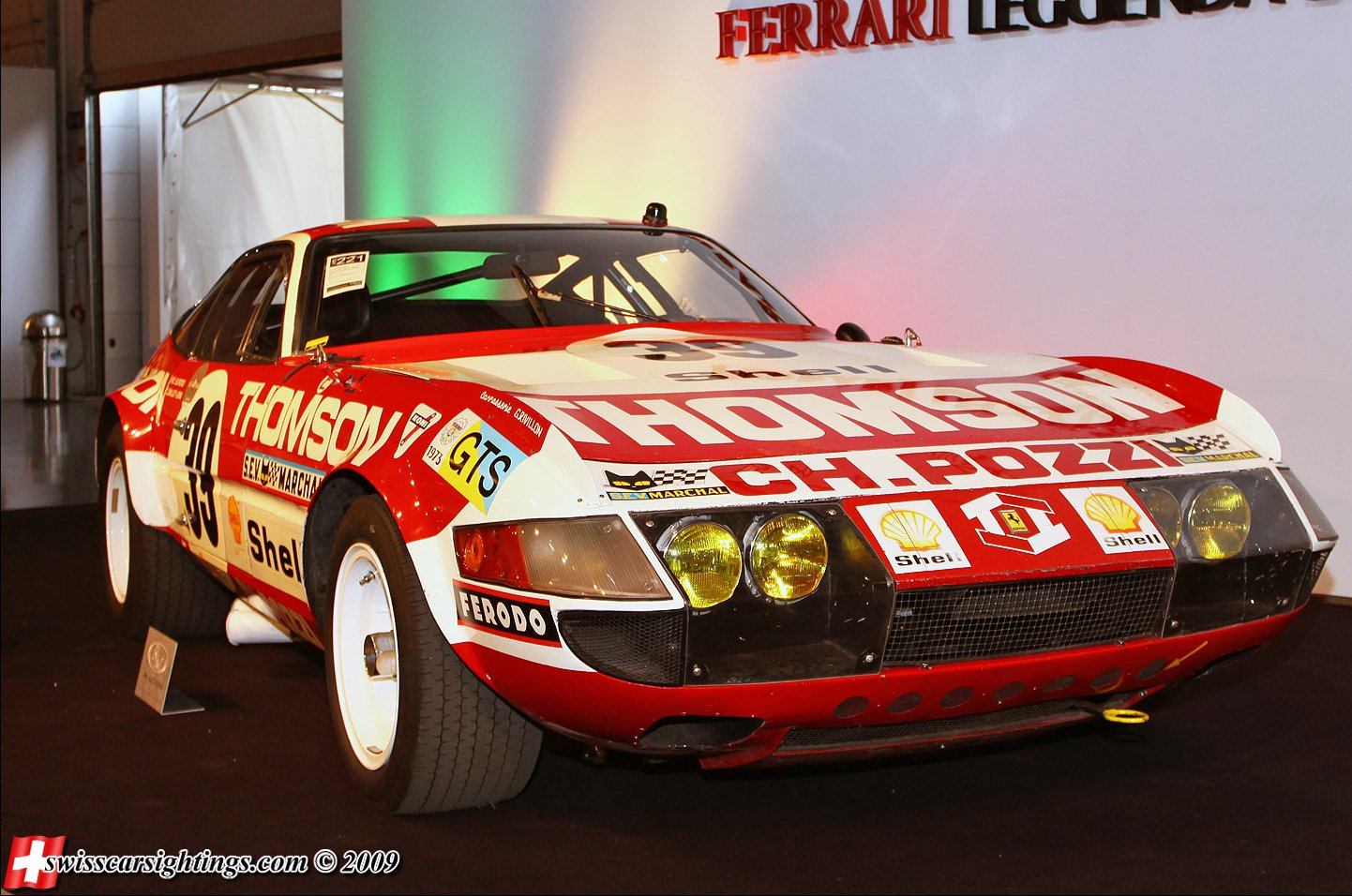
Ferrari 365 GTB/4 Competizione

Obwohl der 365 GTB/4 zunächst nicht für Einsätze im Motorsport gedacht gewesen war, entwickelte Ferrari 1970 auf Kundenwunsch eine Wettbewerbsversion des Coupés. Den Anstoß dafür hatte Ferraris USA-Importeur Luigi Chinetti gegeben, der in den späten 1960er-Jahren das North American Racing Team (N.A.R.T.) leitete. Chinetti bestellte 1969 im Werk einen 365 GTB/4 mit einer eigens aus Aluminium gefertigten Karosserie (Fahrgestellnummer 12547), mit dem N.A.R.T. 1970 an einigen Langstreckenrennen teilnahm. Darauf aufbauend, entstanden in Ferraris eigener Serviceabteilung Assistenza Clienti 1971 (Serie 1), 1972 (Serie 2) und 1973 (Serie 3) jeweils fünf Competizione genannte Wettbewerbsversionen des 365 GTB/4. Die drei Serien unterschieden sich technisch in einigen Details voneinander. Die Motorleistungen lagen bei 360 PS (265 kW), 402 PS (296 kW) und 450 PS (331 kW), die Höchstgeschwindigkeit übertraf jeweils 290 km/h. Alle Competizione-Modelle wurden ausnahmslos an private Kunden wie N.A.R.T, Charles Pozzi oder die Scuderia Filipinetti verkauft, die dann auch die Renneinsätze selbst organisierten. Einen Einsatz des Competizione durch das Werksteam Scuderia Ferrari gab es nicht. Zusätzlich zu den 17 werksseitigen Competizione gab es noch sieben weitere 365 GTB/4 im Renneinsatz, die von privater Hand zu Rennfahrzeugen umgebaut worden waren.
Die 365 GT/4 Competizione wurden vielfach bei Langstreckenrennen in Frankreich und in den USA eingesetzt. Ab 1972 waren sie, nachdem eine hinreichende Zahl von Serienfahrzeugen gebaut worden war, in die Gran-Turismo-Klasse eingestuft. Hier erzielten sie in drei aufeinanderfolgenden Jahren jeweils den Klassensieg bei den 24-Stunden-Rennen von Le Mans: 1972 mit Claude Ballot-Léna und Jean-Claude Andruet, 1973 mit Ballot-Léna und Vic Elford sowie 1974 mit Cyril Grandet und Dominique Bardini. 1972 und 1973 gehörten die Siegerautos dem Team von Ferraris französischem Importeur Charles Pozzi, 1974 gewann Rayond Thourouls Auto. Den einzigen Gesamtsieg eines Competizione erzielte Charles Pozzis Zweitserienauto bei der Tour de France für Automobile 1972 mit Jean-Claude Andruet und Michèle Espinosi-Petit. Der letzte Renneinsatz eines 365 GTB/4 Competizione außerhalb des historischen Motorsports fand 1981 mit einem acht Jahre alten Auto statt; Joe Crevier und Pete Halsmer fielen beim 24-Stunden-Rennen von Daytona 1981 nach einem Motorbrand aus.
Einige Competizione haben außerdem eine prominente Historie. Zu den Competizione-Fahrern gehörte unter anderem der Schauspieler Paul Newman, der beim 24-Stunden-Rennen von Daytona 1977 einen Wagen der ersten Serie fuhr und zusammen mit Milt Minter und Elliott Forbes-Robinson den fünften Gesamtplatz belegte. Ein weiterer prominenter Fahrer war Robert Carradine.

## Besondere Versionen

### 365 GTB/4 Hardtop

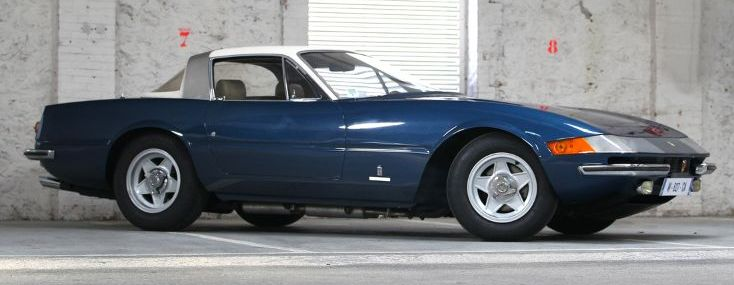
Ferrari 365 GTB/4 Hardtop Coupé von Pininfarina

Auf der Basis eines 365 GTB/4 gestaltete Pininfarina 1969 ein zweitüriges Stufenheckcoupé mit aufgesetztem Dach. Das Fahrzeug (Fahrgestellnummer 12925) hatte hinter den Türen einen umlaufenden Streifen aus Edelstahl, der einen Überrollbügel imitieren sollte. Dahinter war eine Panoramaheckscheibe installiert. Das Dach war fest mit dem Fahrzeug verbunden, die Heckscheibe konnte allerdings herausgenommen werden. Das Fahrzeug wurde von Beobachtern als „etwas plump“ empfunden. Das Hardtop Coupé blieb ein Einzelstück; Es existiert noch.

### 365 GTB/4 „Shooting Brake“

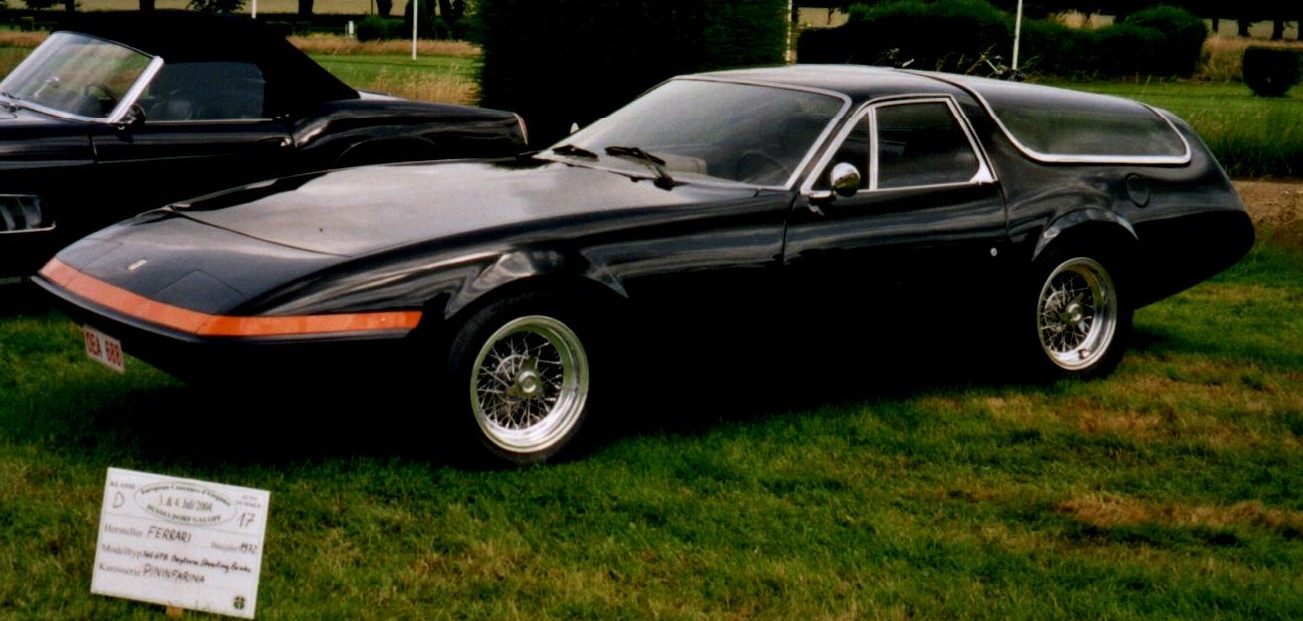
Ferrari 365 GTB/4 Shooting Brake

1975 entstand ein außergewöhnliches Einzelstück auf Basis eines 1972er 365 GTB/4: der sogenannte „Shooting Brake“. Dieses Fahrzeug war ein zum Kombi umgebauter Serien-Daytona. Die Idee dazu kam von Luigi Chinetti junior, der dieses Fahrzeug von Gene Garfinkle und Bob Gittleman angeblich für Jagdausflüge konstruieren ließ. Vorbild für das Design der tonnenförmigen Heckpartie war der „The Rocket“ genannte Prototyp für den Volvo P1800 ES, den Pietro Frua 1968 im Auftrag Volvos als Einzelstück aufgebaut hatte. Der Umbau erfolgte in Großbritannien bei Panther Westwinds. Von der originalen Karosserie wurde lediglich der Scheibenrahmen weiterverwendet, alle anderen Karosserieteile waren neu. Obwohl es mehrere Interessenten gab, blieb der „Shooting Brake“ ein Einzelstück.

### 365 GTS/4 NART Spyder (15965)
1975 entwarf Michelotti eine neue Karosserie für das 1972 hergestellte GTB/4-Chassis mit der Fahrgestellnummer 15965. Luigi Chinetti hatte das Auto ursprünglich als serienmäßiges Coupé an einen US-amerikanischen Kunden verkauft. Nach kurzer Zeit ging der Wagen zurück an Chinetti, der den italienischen Designer Giovanni Michelotti mit dem Entwurf einer neuen Karosserie beauftragte. 1974 erhielt das Fahrgestell einen neuen, aus Aluminium gefertigten Aufbau mit betonter Keilform und einem Targadach. Es wurde auf dem Genfer Autosalon 1975 in rot-weißer Lackierung gezeigt. Chinettis NART-Team meldete den Wagen für Jean-Pierre Malcher und Patrick Langlois zum 24-Stunden-Rennen von Le Mans 1975. Sie gingen allerdings nicht ins Rennen, weil Chinetti die Meldung kurz vor dem Start zurückzog. Drei Jahre später meldete Otto Zipper das Auto zum 24-Stunden-Rennen von Daytona. Diese Meldung wurde wegen der nicht serienmäßigen Karosserie nicht akzeptiert. Das Auto existiert noch und ist fahrbereit.

### 365 GTS/4 NART Spyder (16467)
1975 übernahm Luigi Chinetti einen GTS/4, der bei den Dreharbeiten zu dem Spielfilm A Star Is Born stark beschädigt worden war (Fahrgestellnummer 16467). Chinetti beauftragte erneut Giovanni Michelotti mit dem Entwurf einer neuen Karosserie. Michelotti gestaltete einen keilförmigen, glattflächigen Aufbau, der Beobachter an den Triumph TR7 erinnerte. Anders als sein ein Jahr älterer Entwurf für das Chassis 15965 hatte dieser Aufbau ein zurückklappbares Stoffverdeck und keinen Überrollbügel.

## Der 365 GTB/4 und GTS/4 in Film und Fernsehen

### Cannonball
Beim ersten Cannonball Baker Sea-To-Shining-Sea Memorial Trophy Dash Cannonball-Rennen 1971 von New York nach Los Angeles gewann Dan Gurney, Le-Mans-Sieger 1967 und mehrfacher Formel-1-Sieger u. a. auf Porsche sowie Eigenkonstruktionen, zusammen mit Autojournalist Brock Yates auf einem blauen Daytona, wobei „zu keiner Zeit schneller als 175 mph (280 km/h)“ gefahren worden sei. Die Berichte darüber waren Anlass für mehrere Cannonball-Run-Filme.

### Filme
- In dem Spielfilm A Star Is Born (1976) fährt Kris Kristofferson einen Original-Spyder (Fahrgestellnummer 16467). Das Auto wurde bei den Dreharbeiten stark beschädigt und erhielt nach Abschluss der Produktion eine neue Karosserie von Michelotti.[80]
- In dem Film Die verrückteste Rallye der Welt (Originaltitel: Gumball Rallye) von 1976 fährt Tim McIntire in der Rolle des Steve Smith einen (echten) 365 GTB/4.
- In Cannonball Fieber – Auf dem Highway geht’s erst richtig los (Speed Zone!, 1989) fahren Melody Anderson und Shari Belafonte scheinbar einen 365 GTS/4. Das Fahrzeug ist allerdings tatsächlich kein Ferrari, sondern eine der von McBurnie Coachcraft für Miami Vice hergestellten Replikate, die äußerlich geringfügig überarbeitet worden waren.[81]
- In Rookie – Der Anfänger (The Rookie, 1990) erscheint eine weitere von McBurnie gebaute Replica des 365 GTS/4.[82]
- In Columbo: Schritte aus dem Schatten (Lady in Waiting, 1971) bekommt Beth nach der Ermordung ihres Bruders den bereits vor ihrer Tat bestellten blauen 365 GTB/4 geliefert.
- Auch in Columbo: Zigarren für den Chef (Short Fuse, 1972) wird ein Daytona vom Neffen des Opfers, der sich auch als Mörder erweist, gefahren.

### Miami Vice

Kultserie der 1980er-Jahre: Miami Vice

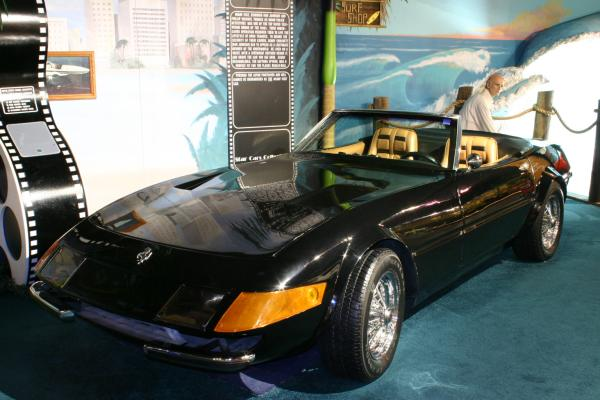
McBurnie-Replika auf Corvette-Basis, bekannt durch die Serie Miami Vice.

In der von 1984 bis 1989 produzierten US-amerikanischen Fernsehserie Miami Vice fuhr die Hauptfigur Sonny Crockett (dargestellt von Don Johnson) angeblich einen schwarzen „Daytona Spider“. Tatsächlich waren die beiden in der Serie eingesetzten Exemplare keine Ferrari 365 GTS/4, sondern Nachbauten, die McBurnie Coachcraft in Santee, Kalifornien, auf dem Chassis eines Chevrolet Corvette C3 hergestellt hatte. Auch die Antriebstechnik kam von General Motors. Die Karosserie der Plagiate bestand aus Kunststoff. Sie wich in einigen Details vom Original ab, darunter bei den Türgriffen, den Scheinwerfern, den Außenspiegeln und der Innenausstattung. Mit geringen Modifikationen entstammten auch diese Teile überwiegend der C3-Corvette. Auch die Abmessungen waren nicht gleich; die Replicas waren etwas länger und breiter als der 365 GTS/4. In der Serie wurden insgesamt fünf Nachbauten eingesetzt
Ferrari ließ die Verwendung der Replicas gerichtlich verbieten, insbesondere, da das Fahrzeug in der Serie durchweg als echter Ferrari bezeichnet wurde. In der Episode "Schmutzige Hände" (3. Folge, 2. Staffel) wird als (fiktive) Fahrgestellnummer für den in den Fahrzeugpapieren als "Ferrari Daytona Spider" bezeichneten Wagen die "23986686J" angegeben. Die McBurnie-Replika wurde, um sie aus der Serie entfernen zu können, in der Folge "Liebe und Tod" (1. Folge, 3. Staffel) durch eine Explosion zerstört (tatsächlich wurde lediglich eine leere Karosserie gesprengt). An die Stelle des Daytona trat in der Handlung der Serie ein Ferrari Testarossa, der anfänglich schwarz und später weiß lackiert war. An die Produktionsfirma ausgeliefert wurden hierfür von Ferrari zwei echte Exemplare; hinzu kam ein mit Karosserieteilen des Testarossa modifizierter De Tomaso Pantera, welcher als Stunt-Auto für schnelle Actionszenen Verwendung fand. Die – scheinbare – Verwendung des Daytonas in der weltweit erfolgreichen Fernsehserie erhöhte den Bekanntheitsgrad des 365 GTS/4 erheblich und führte in der Folgezeit zu einem deutlichen Anstieg der Verkaufspreise. Ein Mitarbeiter des Auktionshauses Sotheby’s sagte 2003 dazu:
„Das Fahrzeug, das Design, die Gene, alles das, was den Wagen ausmacht, kommt aus Italien. Der Mythos aber, der kommt aus den USA. Und zwar aus Miami. Denn ohne Miami Vice wäre der Daytona sicherlich nicht annähernd so bekannt, wie er es heute ist. Wen interessiert es da schon, ob Sonny Crockett eigentlich eine Corvette fuhr? Für alle Welt war es ein Daytona. Und nur das zählt. Statt es zu verbieten hätte Enzo stolz darauf sein sollen.“

## Replicas
Bereits seit den frühen 1980er-Jahren bieten zahlreiche Unternehmen Nachbauten des Ferrari „Daytona“ an, die eine dem Original nachempfundene Karosserie mit kostengünstiger Großserientechnik unterschiedlicher Herkunft verbinden. In einigen Fällen wurden die Autos als Bausätze verkauft, andere Hersteller produzierten Komplettfahrzeuge. Insgesamt existieren mittlerweile mehr Replicas des Ferrari 365 GTS/4 als Originalfahrzeuge.

### USA
- Anknüpfend an die Requisite für die Miami-Vice-Serie fertigte McBurnie Coachcraft zahlreiche ähnlich konstruierte Daytona-Nachbauten für US-amerikanische Kunden.
- Bei Exotic Coachcraft in San Diego entstanden von 1984 bis etwa 1990 GTS/4-Nachbauten mit Corvette-Technik.
- California Custom Coach aus Pasadena stellte in den 1980er-Jahren den Nachbau eines GTS/4 vor, der ähnlich wie McBurnies Replica in zahlreichen Details vom Original abwich.[86]

### Deutschland
- Leggatti Automobilbau aus Düsseldorf bot ab 1989 Nachbauten des 365 GTS/4 mit Kunststoffkarosserien und Corvette-Technik an. Die Abmessungen der Aufbauten entsprachen nicht vollständig dem Original. Zudem gab es zahlreiche Detailabweichungen, beispielsweise bei den Türgriffen.
- Einige weitere Nachbauten des 365 GTS/4 entstanden von 1988 bis 1994 bei Lorico Sport Cars in Michelau.

### Großbritannien

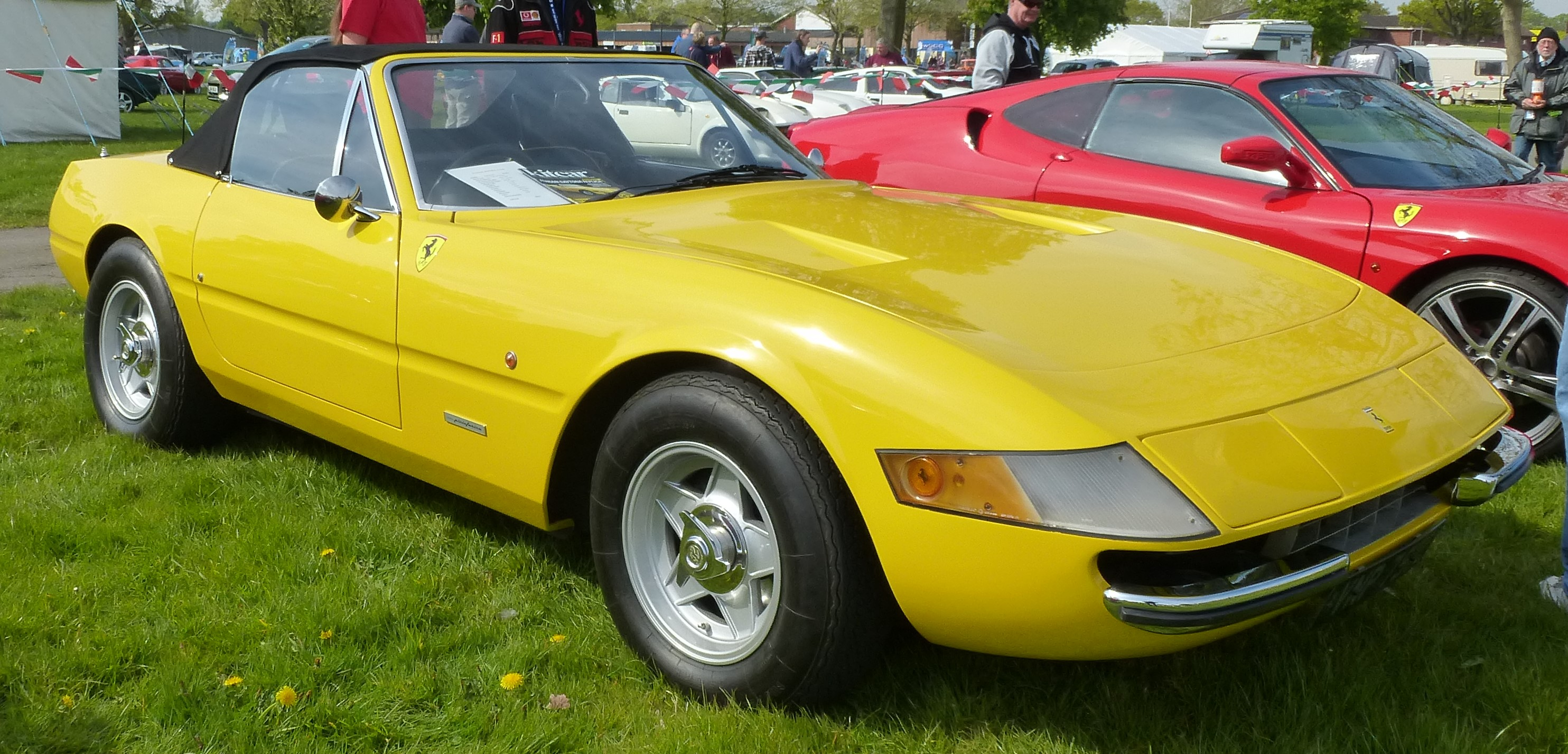
Britischer Bausatz-„Daytona“: EG Arrow

- Britischer Bausatz-„Daytona“: EG Arrow Der in Wales ansässige Betrieb EG Autocraft produzierte ab 1987 Nachbauten des 365 GTB/4 und des GTS/4 in Bausatzform und als Fertigfahrzeuge. Die Karosserien bestanden aus Kunststoff, das Fahrwerk und die Antriebstechnik kamen vom Jaguar XJ12. EG Autocraft fertigte 73 Coupés und sieben Spyder, die als EG Arrow vermarktet wurden.[87] Nach der Insolvenz von EG Autocraft übernahm Hillcrest Classics die Fertigung der Nachbauten. Hier entstanden acht weitere Fahrzeuge mit der Bezeichnung Hillcrest V12. Der genaue Produktionszeitraum ist unklar.[88]
- Das britische Unternehmen LR Roadsters fertigte von 1987 bis 1990 etwa 30 Bausätze für Replicas des 365 GTS/4, die als RAM RT verkauft wurden.[89]
- Robin Hood Engineering aus Nottinghamshire bot von 1979 bis 1989 Replicas des 365 GTS/4 an, wahlweise mit der Technik des Rover SD1, des Triumph TR7 oder des Jaguar XJ12. Insgesamt entstanden etwa 100 Fahrzeuge.[90]
- Southern Roadcraft aus Lancing vertrieb zunächst die US-amerikanischen McBurnie-Replicas in Großbritannien. Schrittweise überarbeitete das Unternehmen die amerikanischen Konstruktionen und vertrieb sie, nun mit Jaguar-Technik, als SR V12. Von 1988 bis 1993 entstanden etwa 120 Bausätze.[91]

## Der 365 GTB/4 und GTS/4 auf dem Klassikermarkt
Sowohl der Ferrari 365 GTB/4 als auch der GTS/4 sind auf dem Klassikermarkt sehr begehrt. Sie gelten mittlerweile als Anlageobjekte, für die sehr hohe Preise bezahlt werden. Ein 365 GTB/4 in perfektem Zustand kostete 2017 etwa 875.000 Euro, in gutem Zustand noch 690.000 Euro. Die Preise sind im Vergleich zu 2011 um annähernd 200 % gestiegen, und gegenüber 2008 haben sie sich verdreifacht. Einzelne Stücke, die eine besondere Historie aufweisen, sind deutlich teurer.
Wesentlich teurer sind die offenen 365 GTS/4, sofern es Original-Spyder sind. In perfektem Zustand erreichten sie 2017 Preise von etwa 2,7 Mio. Euro, in gutem Zustand von 2,2 Mio. Euro. Ein paar Jahre früher erreichte der Spyder von Greg Garrison, dem Produzenten der Dean Martin Show, bei einer Versteigerung noch lediglich einen Preis von 1,5 Mio. Euro.
Die „Conversions“ hingegen erreichen bei Verkäufen nicht annähernd das Preisniveau eines echten 365 GTS/4, mittlerweile liegen sie aber auf einem ähnlichen Niveau wie die Berlinettas.
Eine eigene Rolle spielen die seltenen Competizione-Modelle der Serien 1, 2 und 3. Für sie werden – je nach Rennhistorie – 2018 Preise zwischen 3 und 7 Mio. US-$ gefordert.

## Technische Daten
| Ferrari 365 GTB/4                   | Ferrari 365 GTB/4                                                               |
| ----------------------------------- | ------------------------------------------------------------------------------- |
| Motor                               | 12-Zylinder-V-Motor (Viertakt), Gabelwinkel 60°                                 |
| Hubraum                             | 4390 cm³                                                                        |
| Bohrung × Hub                       | 81 × 71 mm                                                                      |
| Leistung bei 1/min                  | 352 PS (259 kW) bei 7500                                                        |
| Max. Drehmoment bei 1/min           | 449 Nm bei 5400                                                                 |
| Verdichtung                         | 9,3 : 1 (Europa) 8,8 : 1 (Nordamerika)                                          |
| Gemischaufbereitung                 | 6 Fallstrom-Doppelvergaser Weber 40 DCN20 (Europa) Weber 40 DCN21 (Nordamerika) |
| Ventilsteuerung                     | 2 obenliegende Nockenwellen je Zylinderbank, Antrieb über 2 Ketten              |
| Kühlung                             | Wasserkühlung                                                                   |
| Getriebe                            | 5-Gang-Getriebe, Knüppelschaltung                                               |
| Radaufhängung vorn                  | Doppelquerlenkerachse, Schraubenfedern                                          |
| Radaufhängung hinten                | Doppelquerlenkerachse, Schraubenfedern                                          |
| Bremsen                             | Vierrad-Scheibenbremsen (Durchmesser 28,8/29,7 cm), Bremskraftverstärker        |
| Lenkung                             | Zahnstangenlenkung                                                              |
| Karosserie                          | Stahl mit einzelnen Aluminiumkomponenten, auf Rohrrahmen                        |
| Radstand                            | 2400 mm                                                                         |
| Spurweite vorn/hinten               | 1440/1425 mm                                                                    |
| Abmessungen (Länge × Breite × Höhe) | 4425 × 1760 × 1245 mm                                                           |
| Reifen                              | 215/70 VR 15                                                                    |
| Leergewicht                         | 1625 kg                                                                         |
| Höchstgeschwindigkeit               | 280 km/h (Werksangabe)                                                          |
| Benzinverbrauch                     | 19,6 Liter/100 km                                                               |
| Preis (DM)                          | 78.435 (1973)                                                                   |